# NGC 2026
NGC 2026 — рассеянное звёздное скопление в созвездии Тельца. Открыто Уильямом Гершелем в 1784 году. Расстояние до скопления составляет около 390 парсек. В прошлом не было точно известно, является ли NGC 2026 скоплением или случайно собравшимися на луче зрения звёздами.
Этот объект входит в число перечисленных в оригинальной редакции «Нового общего каталога».
На фотографиях NGC 2026 наблюдается как бедное нерегулярное скопление разбросанных звёзд с умеренным диапазоном яркости и слабой концентрацией. Однако при визуальном наблюдении в любительский телескоп скопление выглядит более привлекательно; оно содержит треугольник из слегка более ярких звёзд, вокруг двух из них собираются более тусклые. Самая северная яркая звезда связана с цепочкой из трех более слабых звёзд, направленной на юг от нее. Всего видно около 27 звёзд, скопление хорошо разрешается и хорошо отделяется от фона неба. Общее число звёзд, входящих в скопление, может составлять 35, причем самая яркая из них имеет видимую величину 9m.